# Bandera de Guinea
La bandera de Guinea fou adoptada el 10 de novembre de 1958. Va ser aprovada el 10 de novembre de 1958, amb la publicació de la primera Constitució del país.

## Els colors
Els colors són els típics panafricans i signifiquen: 
- el vermell, el sacrifici del poble per aconseguir la independència dels francesos el 1958;
- el verd és el color de la vegetació, una zona al nord de sabana i una zona de selves i boscos al sud-est;

Dimensions.

- Dimensions.el groc és el sol i la riquesa del país, que es basa en la bauxita, els diamants, l'or, el ferro i l'urani.[3]

| (1958–present) | Vermell          | Groc             | Verd          |
| -------------- | ---------------- | ---------------- | ------------- |
| Pantone        | 186c             | 116c             | 340c          |
| CMYK           | 0-0.92-0.82-0.19 | 0-0.17-0.91-0.01 | 1-0-0.35-0.42 |
| RGB            | 206-17-38        | 252-209-22       | 0-148-96      |
| Hexadecimal    | #CE1126          | #FCD116          | #009460       |